# La Villeneuve-sous-Thury
La Villeneuve-sous-Thury é uma comuna francesa na região administrativa de Altos da França, no departamento de Oise. Estende-se por uma área de 4,32 km². Em 2010 a comuna tinha 166 habitantes (densidade: 38,4 hab./km²).